# Nâu hoàng
Nâu hoàng (danh pháp hai phần: Coelogyne ovalis) là một loài phong lan.
Cây phân bố từ Nam Á đến Đông Nam Á. Tại Việt Nam, cây có mặt ở Đà Lạt.

## Hình ảnh

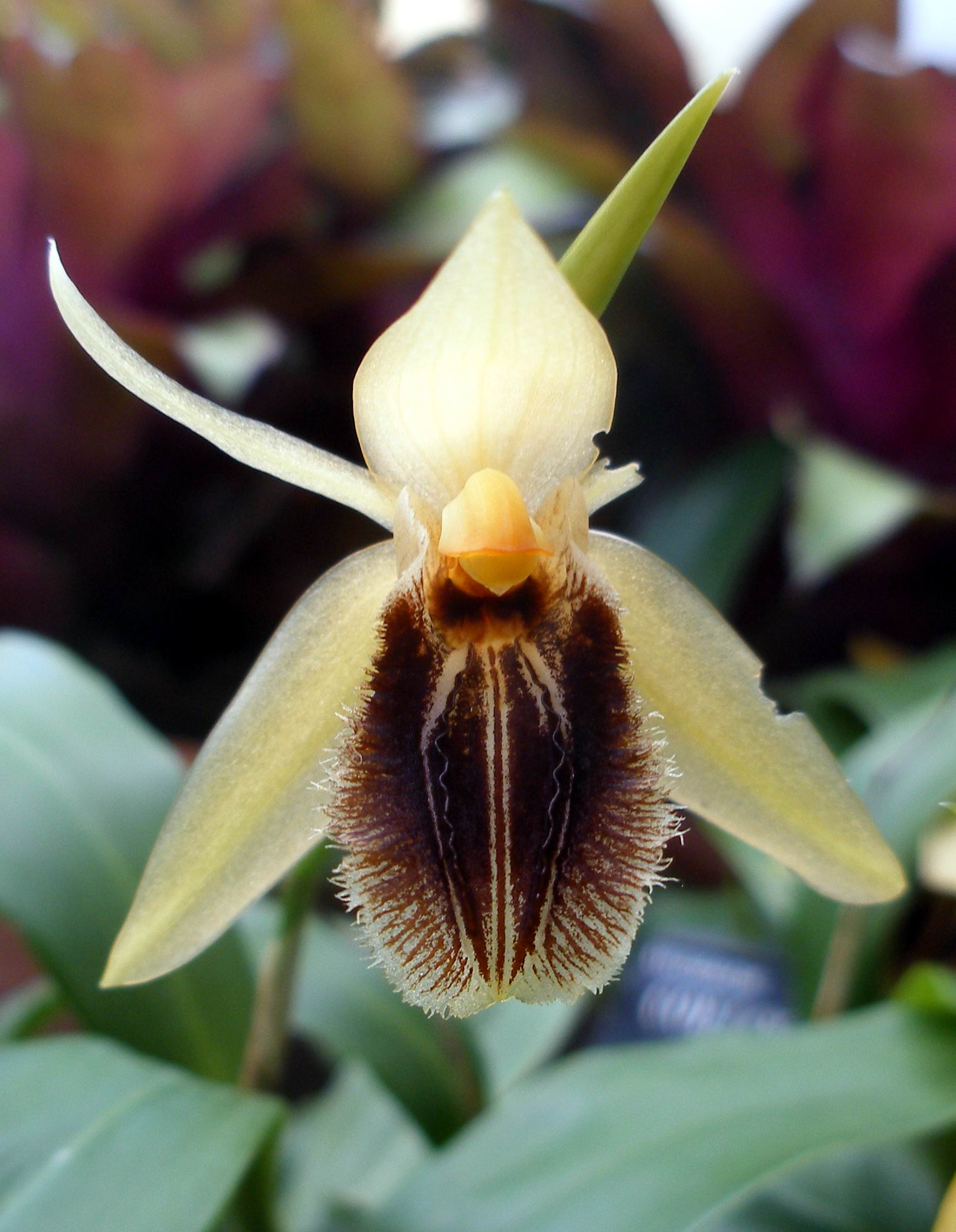
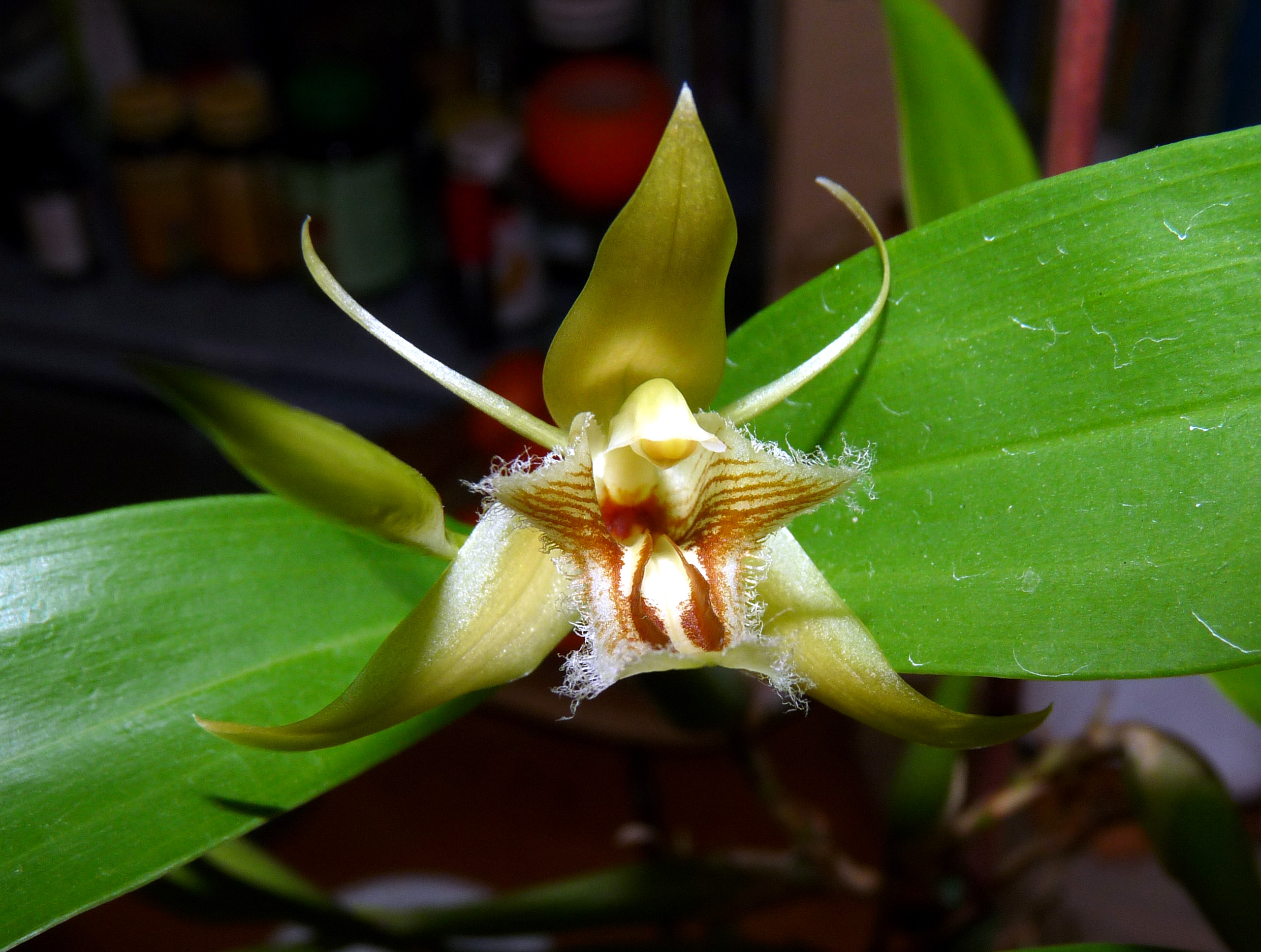